# Monnaie parthe

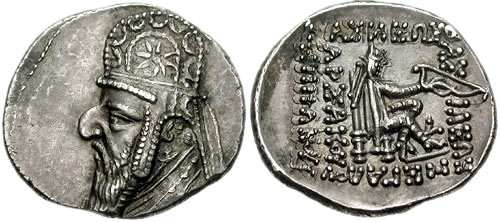
Monnaie de l'époque de Mithridate II (v. 123 av. J.-C. - 88 av. J.-C.)

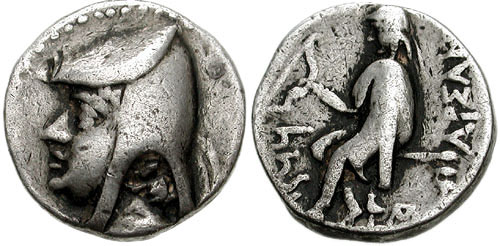
Monnaie d'Arsace Ier (247 av. J.-C. - 211 av. J.-C.)

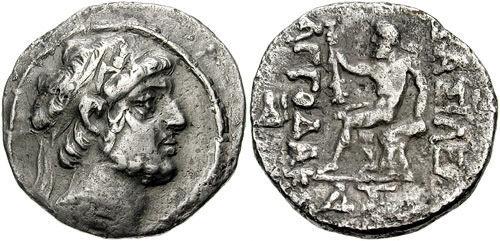
Monnaie du roi Apodace de Characène (110 av. J.-C. - 103 av. J.-C.)

Les pièces de monnaie parthe constituent une des sources les plus importantes pour l'étude de l'histoire et de la culture des Parthes et de l'Empire parthe. Le système monétaire parthe se base sur le pied attique et il est formé de tétradrachmes et de drachmes. Il y avait des pièces en argent et en bronze. 

## Histoire
L'avers de la pièce figure en général le roi parthe du règne en question, de profil, et très rarement de face. Jusqu'à Mithridate II (vers 124-123 av. J.-C. jusqu'à 88-87 av. J.-C.), ce portrait est ressemblant, puis devient de plus en plus stylisé. Diverses formes de couronnes apparaissent qui permettent d'identifier la dynastie. Ces couronnes ne sont pas personnelles, comme plus tard dans les pièces de monnaie de l'époque sassanide. Le revers représente le plus souvent un archer, avec en  ce qui concerne les tétradrachmes un monogramme de l'émetteur. En général le revers montre peu de variations, a contrario de ce que l'on observe à la même époque dans l'Empire romain. C'est une caractéristique de la numismatique parthe, commune à l'ensemble du monde hellénistique.  
Quand les Parthes envahissent l'Empire séleucide, ils y trouvent un système monétaire développé et cherchent donc à développer assurément le leur dès le début, pour garantir le bon fonctionnement de l'économie. La date du début de cette monétarisation nouvelle n'est cependant pas certaine. Mithridate Ier a certainement battu la sienne. Il est considéré comme le véritable fondateur de l'Empire parthe et c'est lui qui a conquis une grande partie de l'Empire séleucide. Des cités importantes, comme Ecbatane, Séleucie et Suse, sont conquises sous son règne. Il se trouve quelques monnaies assignées sous Arsace Ier et Arsace II qui ne montrent aucune légende. Le lieu de leur frappe est inconnu; on suppose que cela pourrait être Nisa. 
Avec la consolidation de l'Empire parthe sous Mithridate II (de 124-123 av. J.-C. environ jusqu'en 88-87 av. J.-C.) le système monétaire se développe amplement. Les forges pour frapper la monnaie sont sous l'autorité de l'État et il existe diverses lieux dont le travail n'est pas toujours uniforme. Il existe aussi des monnaies propres de dynasties locales et vassales, comme à Characène, en Élymaïde ou en Perside. De même les cités grecques de Séleucie et de Suse émettent leurs propres monnaies urbaines. À partir du milieu du Ier siècle av. J.-C., les monnaies parthes de l'Iran nord-occidental circulent avec une contremarque. Les monnaies parthes étaient probablement utilisées localement et les contremarques indiquent donc une certaine indépendance des princes locaux. En Margiane, la monnaie était émise indépendamment pendant cette période. Il en est ainsi des émissions sous l'autorité de Sanabarès, d'un cuivre essentiellement pur.
À partir du milieu du Ier siècle av. J.-C., on peut observer un déclin du contenu en argent de la monnaie de Characène et de l'Élymaïde, dont l'émission avait un caractère local. Le déclin du contenu en argent de la monnaie impériale s'observe quant à lui plus tard. Les diverses monnaies parthes ayant un caractère surtout local, le fait d'avoir trouvé dans un site archéologique d'Ibérie un grand nombre de monnaies parthes est exceptionnel.

## Source
- (de) Cet article est partiellement ou en totalité issu de l’article de Wikipédia en allemand intitulé « Parthische Währung » (voir la liste des auteurs).